# Chaetomitrium volutum
Chaetomitrium volutum är en bladmossart som beskrevs av Mitten 1859. Chaetomitrium volutum ingår i släktet Chaetomitrium och familjen Hookeriaceae. Inga underarter finns listade i Catalogue of Life.